# Skat Jörgenfelt
Skat Harry Jörgen William Jörgenfelt, tidigare William-Jörgensen, född 14 juli 1891 i Köpenhamn i Danmark, död 14 november 1974 i Engelbrekts församling i Stockholm, var en dansk-svensk ingenjör och företagsledare.
Skat Jörgenfelt var son till advokaten William Jørgensen och Marie Nissen. Efter studentexamen i Köpenhamn 1909 gick han på Danmarks Tekniske Høiskole där han avlade civilingenjörsexamen 1917. Han kom därefter till Sverige och blev svensk medborgare 1921.
Han var assistent vid Hellefors Bruks AB 1917–1919 och chef för de elektriska anläggningarna där 1919–1930. Han var disponent för Forsse Bruk samt konsult för Graningeverkens AB:s koncern 1930–1934 och blev verkställande direktör för AB Harald Ahxner i Stockholm 1934. Vidare var han verkställande direktör för Rörlednings AB Terma i Stockholm och konsultativ ingenjör inom elektrotekniska branschen från 1944. Han var författare till bland annat Forsse kraftverk (Svenska Vattenkraftföreningens publikation 1934). Han var riddare av Vasaorden (RVO).
Jörgenfelt gifte sig 1918 med Lola Lundström (1893–1978), dotter till Nils Emil Lundström och omgift med konstnären Eric Gerell. Tillsammans med Lola Lundström fick han sönerna Jörgen, Ulf och Stig. I slutet av 1940-talet antogs namnet Jörgenfelt. Efter skilsmässa gifte han om sig 1958 med Isabella Gyllenswärd (1921–2016), dotter till Ragnar Gyllenswärd och grevinnan Anna Posse född i grevliga ätten Posse. Han är begravd på Bergunda kyrkogård utanför Växjö.